# Peter C. Doherty
Peter Charles Doherty, FRS, avstralski imunolog, patolog in akademik, nobelovec, * 15. oktober 1940, Brisbane, Queensland, Avstralija.
Leta 1966 je skupaj s švicarskim imunologom Rolfom Zinkernaglom prejel Nobelovo nagrado za fiziologijo ali medicino za odkritja o specifičnosti celično posredovanega imunskega odziva organizma.

## Življenje in delo
Odraščal je v Brisbaneu, kjer je študiral veterino na Univerzi v Queenslandu in tam leta 1962 diplomiral ter leta 1966 še magistriral. Ukvarjal se je s patologijo živine v kmetijskih predelih Avstralije ter povzročitelji virusnih bolezni živali. Po magisteriju je z ženo odšel na Škotsko, kjer je dobil položaj eksperimentalnega patologa na Raziskovalnem inštitutu Moredun v Edinburgu. Hkrati je vpisal izredni podiplomski študij na medicinski fakulteti tamkajšnje univerze, kjer je doktoriral leta 1970.
Ker je želel izpopolniti svoje znanje imunologije, je po tistem sprejel položaj podoktorskega raziskovalca na medicinski fakulteti Avstralske narodne univerze v Canberri in se z družino vrnil v Avstralijo. Tu si je po naključju delil pisarno z doktorskim študentom Rolfom Zinkernaglom, s katerim sta pričela sodelovati pri raziskavah delovanja celic ubijalk oz. citotoksičnih limfocitov T in njihova vloga pri limfocitnem horiomeningitisu, virusni bolezni miši. S serijo poskusov sta razkrila vlogo poglavitnega histokompatibilnostnega kompleksa (MHC) pri celično posredovanem imunskem odzivu - odkrila sta, da mora celica ubijalka prepoznati dva signala: celici lastno molekulo MHC in hkrati še virusni antigen, ki se izraža na površini te celice. Če je »lastni« signal prisoten hkrati z virusnim, celica ubijalka povzroči smrt okužene celice, sicer (v primeru da so limfociti vbrizgani v drugo miš) pa ne reagira in do imunskega odziva ne pride.
Odkritje je bilo kmalu prepoznano kot prelomno za razumevanje celične imunosti, vendar možnosti za redno zaposlitev na univerzi nista dobila, zato sta oba sprejela ponudbo za položaj raziskovalca v ZDA. Doherty je odšel v Filadelfijo, kjer je postal izredni profesor na Wistarjevem inštitutu in to delo opravljal do leta 1982, ko je sprejel ponudbo za vrnitev v Canberro kot vodja oddelka za eksperimentalno patologijo. Svojih ciljev izgradnje ambicioznega programa, primerljivega s tistim na oddelku za mikrobiologijo kjer sta v 1970. letih delovala s Zinkernaglom, ni uspel uresničiti. Zato se je ponovno preselil v ZDA, tokrat v Memphis, kot vodja oddelka za imunologijo v raziskovalni pediatrični bolnišnici St. Jude Children's Research Hospital. Poleg tega deluje še kot častni profesor na Univerzi v Melbournu.
Čeprav je Doherty sprva načrtoval nadaljevanje eksperimentalnega dela v veterini, se s tem področjem neposredno ni več ukvarjal.

## Priznanja
Za odkritja nekaterih ključnih mehanizmov delovanja imunskega sistema sta z Dohertyjem prejela več nagrad, med njimi leta 1995 Laskerjevo nagrado za temeljne medicinske raziskave in leto kasneje še Nobelovo nagrado za fiziologijo ali medicino. Poleg tega sta bila povišana v Red Avstralije. Doherty je bil leta 1997 izbran tudi za Avstralca leta v svoji domovini. Izvoljen je bil tudi za člana več akademskih ustanov, med njimi britanske Kraljeve družbe, Avstralske akademije znanosti in Nacionalne akademije znanosti ZDA.